# Суссе-сюр-Брион
Суссе́-сюр-Брио́н (фр. Soussey-sur-Brionne) — коммуна во Франции, находится в регионе Бургундия. Департамент коммуны — Кот-д’Ор. Входит в состав кантона Витто. Округ коммуны — Монбар.
Код INSEE коммуны — 21613.

## Население
Население коммуны на 2010 год составляло 136 человек.
| 1962 | 1968 | 1975 | 1982 | 1990 | 1999 | 2010 |
| ---- | ---- | ---- | ---- | ---- | ---- | ---- |
| 153  | 128  | 121  | 108  | 104  | 103  | 136  |

## Экономика
В 2010 году среди 76 человек трудоспособного возраста (15—64 лет) 61 были экономически активными, 15 — неактивными (показатель активности — 80,3 %, в 1999 году было 74,6 %). Из 61 активных жителей работали 55 человек (28 мужчин и 27 женщин), безработных было 6 (2 мужчин и 4 женщины). Среди 15 неактивных 4 человека были учениками или студентами, 8 — пенсионерами, 3 были неактивными по другим причинам.